# هیرو هیرلال
هیرو هیرلال (به هندی: Hero Hiralal) فیلمی محصول سال ۱۹۸۹ و به کارگردانی کتان مهتا است. در این فیلم بازیگرانی همچون نصیرالدین شاه، سانجانا کاپور، دیپا ساهی، کیران کومار، روهینی هاتانگادی، سعید جعفری، ساتیش شاه، جانی لور ایفای نقش کرده‌اند.